# 流星花園角色列表
此條目敘述由神尾葉子創作的日本漫畫《花樣男子》（中国大陆和台湾称《流星花园》）的登場人物。
關於日本境内地区对其原作改編的同名電視劇，请参照「花樣男子 (日本電視劇)」。而在日本境外地区方面，台灣版請參照「流星花園 (台灣電視劇)」；韓國版請參照「花樣男子 (韓國電視劇)」；中国大陆版请参照「流星花園 (中國大陸電視劇) 」；泰國版請參照「流星花園 (泰國電視劇) 」
由於日本的其原作改編的電視廣告版「2020年東京奥運 Presents 流星花園」，五位日本運動員的出演，杉菜與F4角色扮演。

## 主角
牧野杉菜
本作的女主角，就讀英德學園高中部2年級。
舊音譯作筑紫，但這本是真實地名和日本姓氏，所以後來用意譯植物名杉菜（即問荊）。
生日12月28日。摩羯座B型、身高160cm（舊版）→170cm（新版）、體重48kg（舊版）→58kg（新版）。喜歡的男性類型：溫柔。
CD書版由橫山智佐、電影版（1995年）由內田有紀、動畫版由持田真樹、電視劇版井上真央（日本）、徐熙媛（臺灣）、具惠善（韓國）、沈月（中国大陆版）、彤達婉·奔提維此弓（泰國版）、遊戲版由豐口惠、廣告版中村水月、寶塚歌劇團版由花組娘役城妃美伶飾演。
個性相當好勝、正義感強烈。是窮人家庭的女兒，因為被父母逼迫進入都是貴門子弟的貴族學校英德學園。討厭富家子弟的跋扈，曾因為朋友真木子因為滑跤不小心踩到身為校園裡的風雲團體F4領頭的道明寺與其發生衝突，因而被貼了紅條，開始一連串遭受同學霸凌，但曾被花澤類出手相救，一開始對花澤類有好感，但最後卻愛上了F4的首領道明寺司。曾將自己比喻為雜草杉菜，「即使被踐踏，即使被踢、被踹，到了春天，仍舊會不屈不撓地堅強發芽，不論哪種農藥都無法除掉」。憤怒時會比中指。每個月零用錢是3000日圓。漫畫劇情結束時四年後與道明寺結婚。

## F4
由道明寺為首的四位英德學園高中部3年級生，在校內享有特權。
道明寺司
生日：1月31日、B型、身高185cm（原版）→195cm（新版）、體重67kg（原版）→77kg（新版）。喜歡的女性類型：倔強。
CD書版由西尾拓美、電影版（1995年）由谷原章介、動畫版由宮下直紀（少年時代為岸尾大輔·松本美和）、電視劇版由松本潤（日本）、言承旭（臺灣）、李敏鎬（韓國）、王鹤棣（中国大陆版）、瓦奇拉維特·奇瓦雷（泰國版）、遊戲版由櫻井孝宏、廣告版渡邊一平、寶塚歌劇團版由花組主演男役柚香光飾演。
F4的首領，道明寺家族的繼承人。相貌英俊，有著一頭很難拉直的自然捲（洗頭之後會短暫變直髮）。個性剛愎自用，處理情緒的方式很暴力霸道。生氣時不是大發脾氣，就是睡覺。醋罈子一個，表達情感的手段很粗糙，顯露出笨拙、可愛的一面。小時候因為家中非常富有而被排擠，沒有小孩子肯跟他一起玩，後來還得給同學值錢的東西，才打得進同學的小圈圈裡。和杉菜從一開始的敵視，到後來慢慢變成情人，甚至為了與她的第一次約會，特地去研究約會完全攻略手冊。不太擅長日本語和英語，但是會講德語、義大利語和法語。學過鋼琴，在八歲時曾因為討厭彈鋼琴，就把鋼琴砍壞了；到小學三年級還會尿床。姓氏是源自於一種用在饅頭上、叫「道明寺粉」的粉末；名字「司」則來自「司掌世界」這個概念。喜歡搶眼、鮮明的色彩。有戀姊癖。每月零用錢30萬～50萬日圓（F4中最多）。漫畫劇情結束時四年後與杉菜結婚。
初期設定的影像範本為演員克利斯汀·史萊特。
花澤 類（ Hanazawa Rui）
生日：9月3日、AB型；身高：182cm（舊版）→192cm（新版）；體重：65kg（舊版）→75kg（新版）。喜歡的女性類型：有氣質、成熟。
CD書版由木村拓哉、電影版（1995年）由藤木直人、動畫版由山本耕史（少年時代岸尾大輔）、電視劇版小栗旬（日本）、周渝民（臺灣）、金賢重（韓國）、官鸿（中国大陆版）、吉拉瓦·蘇提瓦尼沙克（泰國版）、遊戲版由宮野真守、廣告版久原翼、寶塚歌劇團版由花組男役聖乃あすか飾演。
相貌英俊，個性孤僻冷漠卻又溫柔體貼，不管在什麼場合都能細心地注意到別人的需求，童年时患有自闭症，在藤堂静的帮助下走出自闭的阴影。房間空曠，僅有一張床跟一台電視，因此常被司抱怨「不為來找他玩朋友著想」，因不愛遊玩而少跟F4外出。每月零用錢10萬日圓（F4中最少）。
故事剛開始時，花澤類暗中喜歡的是藤堂靜，甚至曾在大街上親吻藤堂靜的海報，後來因為對方宣布要去法國當律師備受打擊，後來因杉菜影響決定隨後前往法國，後來因為靜被他人求婚而失落回日本，性格一開始變得玩世不恭，後因杉菜而漸漸找回自己，也因為跟杉菜走得太近而一度跟道明寺決裂，為了保護杉菜不被退學而挺身而出。看出杉菜真正喜歡的是道明寺後決定不展開追求，默默守護著她。後來得知杉菜與司正在交往，內心百感交集，並告訴杉菜自己把她當作心愛的寵物來對待，以掩蓋他內心對於杉菜的情感。每當杉菜有困難的時候總會及時出手相救，更曾因為杉菜受到淺井百合子的陷害而身置暴風雪之中時，憤而拿水杯朝她的臉潑水。
西門 總二郎（ Nishikado Syōijirōu）
生日：6月2日、O型；身高：181cm（原版）→191cm（新版）；體重：68kg（原版）→78kg（新版）；喜歡的女性類型：只要是女孩都喜歡。
相貌俊美，表面是個花花公子，總能用優雅的方式打動女人的心，同時擁有很多「行為親密的女性朋友」，但其實是個專情的人。每月零用錢40萬日圓（悉數花在約會上，F4中次多）。
身為茶道世家—西門流派下一代掌門人，從小就在茶道文化的耳濡目染之下，座右銘即為茶道術語的「一期一會」，關於感情上更是如此，在花花公子形象的包覆下，隱藏的是對於初戀日向更始終無法割捨的純情。
CD書版由飛田展男、電影版（1995年）由佐伯賢作、動畫版由赤井田良彥（少年時代松本美和）、電視劇版松田翔太（日本）、朱孝天（臺灣）、金汎（韓國）、吴希泽（中国大陆版）、梅塔文·歐帕西安卡瓊（泰國版）、遊戲版由置鮎龍太郎、廣告版石川祐希、寶塚歌劇團版由花組男役希波らいと飾演。
美作 玲（ Mimasaka Akira）
生日：12月6日、A型；身高：179cm（原版）→189cm（舊版）；體重：67kg（原版）→77kg（舊版）；喜歡的女性類型：比自己年長（有夫之妇也不例外）。
相貌俊俏的花花公子，約會時都是由年長女性付錢。每月零用錢20萬日圓（幾乎都用作治裝費，F4中第三多）。
美作的存在在F4理就是永遠負責協調的角色，曾被說就像是「月亮一般的存在」，靜靜的照耀身邊的人們。另外在番外篇中其實有提及杉菜是他最理想的女性類型，但因為是「好友的女人」，所以並沒有對她有想要追求的想法。
CD書版由子安武人、電影版（1995年）由橋爪浩一、動畫版由望月祐多（少年時代岸尾大輔）、電視劇版阿部力（日本）、吳建豪（臺灣）、金俊（韓國）、梁靖康（中国大陆版）、海倫基·查昂格翰（泰國版）、遊戲版由近藤隆、廣告版西田有志、寶塚歌劇團版由花組男役優波慧飾演。

## 同學
遠藤真木子
只在原作第1本登場。和杉菜一樣平民出身（缺乏正確性），被F4貼紅色標籤前杉菜唯一的朋友。某天在教室內爬台階時滑倒，誤踩到明寺的臉，差點被貼紅色標籤，不過後來換成保護她的杉菜被貼。之後就躲避杉菜，但其實默默守護著杉菜。
在動畫版中，即使只是個影子，也一直鼓勵著杉菜。後半段經常可以看到一起吃便當的畫面。
動畫版由岬風右子、電視劇版由葉安婷（臺灣）飾演。
樹本君
只在原作第1本·電視劇第1集登場。在杉菜被貼貼紅色標籤前忤逆F4，退學。

### Lilies
團體的名字由領導人淺井而來（Lily=百合）。
淺井百合子
Lilies的領導人。一直在私底下欺負杉菜。亂翹的瀏海是她的特徵。不管對象是矮子或禿子，就是夢想著成為社長夫人。
電影版（1995年）由利根川朱里、動畫版由清水よし子、電視劇版由瀨戶早妃（日本）、鄭美黛（臺灣）飾演。
（暫）
Lilies的成員。外表大方穩重，內心其實很陰險，偷偷拍下杉菜與類約會的畫面交給道明寺。
動畫版由梶川さほり、電視劇版由深田あき（日本）、張若蓁（臺灣，角色名為千惠）飾演。
山野美奈子
Lilies的成員。
電影版由藤原紀香、動畫版由佐藤美奈子、電視劇版由松岡惠望子飾演。

## 杉菜的家庭
牧野進
杉菜的弟弟。
牧野晴男
杉菜的父親。
牧野千惠子
杉菜的母親。

## 司的家庭·道明寺集團的人物
道明寺楓
生日8月7日。A型。
司的母親。道明寺財閥社長。在商務據點紐約市有平常居住的別墅。是世界知名「The Maple Hotel」的經營者。為了工作，連兒子、女兒都能犧牲掉的冷酷女性，但在司陷入危機時卻棄工作而不顧。
電視劇版中楓所經營的公司的外景拍攝地位於東京都的日本橋三井塔樓大廈。
動畫版由土井美加、電視劇版由加賀麻里子（日本）、甄秀珍（臺灣）、李惠英（韓國）、王琳（中國大陸版）飾演。
道明寺椿
生日5月11日。O型。
道明寺家的長女，司的姐姐。個性堅強獨立，曾用高跟鞋刮傷路邊搭訕男的跑車，但有時常有溫柔體貼的一面。是為英德學園畢業生，也曾代表英德參加日本美少女比賽獲得優勝。最討厭還沒比賽，就覺得自己一定不會贏的人。曾因為在讀書時期因交往對象的家庭受到母親打壓而被迫分手，並且被要求政治聯姻，自此造成內心某塊缺憾，後來因結婚對象的真誠而深受感動，終於接受對方敞開心房，但很希望自己的弟弟跟杉菜不要重導自己的覆轍，所以很支持兩人，也很照顧杉菜。
動畫版由大川千帆（少年時代為岡田直子）、電視劇版由松嶋菜菜子（日本）、徐華鳳（臺灣）、金賢珠（韓國）、徐熙娣（中國大陸版）飾演。
西田
楓的秘書。少數了解楓的人物。
動畫版由本間ひとし、電視劇版由デビット伊東（日本）、彭偉華（臺灣）飾演。
玉嫂
在道明寺家服務近60年的傭人。迫力滿分的領班。
電視劇版由佐佐木澄江（日本）、唐琪（臺灣）飾演。
三澤
負責指揮間諜，什麼命令也服從。

## 杉菜的朋友
松岡優紀

動畫版由飛松加奈子、電視劇版由西原亞希（日本）、楊丞琳（臺灣）、厲嘉琪（中國大陸）、金昭誾（韓國）飾演。
三條櫻子
牧野杉菜的好友，就讀英德幼稚園時，因喜歡道明寺的心情被傳出去而在眾人起鬨之下被其以「醜八怪」稱之，自此懷恨在心並且毅然整容，誓言報復F4。最初以清純怯弱的姿態結識杉菜，本意只為利用她接近F4，甚至讓身為家裡食客的湯瑪斯帶著喝醉的杉菜進賓館拍下好幾張不雅照片，事後惡意散播，只為拆散杉菜與F4之間的連結，並且同時向道明寺告白，但卻遭到拒絕。後因曾經整容過的事實被揭發而遭到同學嘲笑，杉菜及時出現解圍，對其充滿感謝，因而漸漸放下自己內心的那道牆，之後成為杉菜的朋友，常常為身為情敵的杉菜出點子。
動畫版由櫻田實果子、電視劇版由佐藤美惠（日本）、葉安婷（臺灣）、董馨（中國大陸）、李詩英（韓國）、寶塚歌劇團版由花組娘役音くり寿飾演。
大河原滋
大財團的女兒，性格自由奔放﹐其能量可把四周的人被感染，但卻反叛任性，對與兩家父母出於經濟目的的聯姻十分抗拒，但卻對道明寺一見鍾情。在不明就裡的情況下與杉菜成為朋友，但之後發現了道明寺真正愛著的是杉菜，心中十分痛苦，雖然幾度想破壞杉菜與道明寺的感情，但最終明白了真愛的含義，決定與道明寺分手，轉而支持道明寺與杉菜。
動畫版由佐藤原美香、電視劇版由加藤夏希（日本）、柯奐如（臺灣）、孙千（中國大陸）、李敏貞（韓國）飾演。
青池和也
本來家庭經濟僅屬小康，後因父親成為暴發戶而開始享受有錢家庭生活，個性懦弱，時常狀況外，但還算是講義氣。喜歡牧野杉菜，常在她受困難的時候幫忙，曾因道明寺為了花澤類跟杉菜走很近，因而發怒決定要和也取代他成為新F4的一員，雖很興   奮但是還是站在杉菜那一邊，與她一同出賽來決定杉菜是否要被退學一事，事後此事不了了之。曾因父親公司即將關閉(因道明寺母親為了打擊杉菜而備受牽連、壓迫)而哭著告訴杉菜「自己好不容易才當上有錢人的兒子」，事後也因杉菜跟楓談判，家庭因而獲救。常會因為道明寺跟杉菜親密互動的消息而發怒與昏倒（雖然常被無視），但也常常幫助杉菜。
動畫版由家富洋二、電視劇版由歐定興（臺灣）飾演。

## 其他
藤堂靜
生日10月5日。A型。
長相、才智、個性都很完美的財閥千金。比F4年長兩歲的青梅竹馬。因此造就了她不屈的個性。
藤堂家的獨生女，比F4年長2歲，是F4從小的玩伴。極具才貌於一身，和一頭飄逸的栗色長髮（後來在自己的生日宴會上當眾爽快剪去），精通鋼琴、芭蕾，擁有遊艇國際執照，是男性心中完美女性的代表，同時也是花澤類原本暗戀的對象。是為英德學園畢業生，也曾代表應得參加日本美少女比賽獲得優勝，在法國攻讀法律並兼職模特兒，雖立志為窮人打抱不平的律師，但因在未結識杉菜之前，曾與眾人一同取笑過被垃圾渣到滿全身的杉菜(後被花澤類解救)而感到印象深刻，所以本性稱不上非常善良，後來因公布要去法國當律師而受到杉菜下跪請求為了花澤類留在日本，因而告訴杉菜自己的決心以及表示自己很欣賞杉菜。後來受到法國下屆參選人求婚並且拒絕，繼續專精自己的目標，名言是：「可以捨以華麗的衣裳，但一定要穿上能帶你去你想去的地方得好鞋。」
動畫版由今村惠子、電視劇版由佐田真由美（日本）、錢韋杉（臺灣）、孫伊涵（中國大陸）、韓彩英（韓國）飾演。
日向更
西門的青梅竹馬，初戀情人。喜歡西門卻不敢表達出來，最後與其他的男孩子交往。但卻是悲慘的結局。與西門的再次見面，2人已然停滯的關係又起了微妙變化。
喜歡點心，新發售的都要檢視過一遍。
電視劇版由貫地谷詩穗梨（日本，在「流星花園2」登場）、簡沛恩（臺灣，只在流星雨登場）、遊戲版由樋口智惠子飾演。
中島海
在司住院時就已經住院的女孩子。在電視劇裡，是在杉菜的家庭生活的漁村的醫院裡住院的女孩子。對司產生感情，為此，杉菜為司做了便當（電視劇裡是餅乾）作為藉口，從中作梗。
電視劇日本版由戶田惠梨香飾演（在「流星花園2」登場）。
內田健

織部順平

天草清之介
永林學園3年級生。誕生在政治世家，被預計成為未來的首相，但因為想做壽司工匠而離開家。身為江戶之子，自然個性火爆，但被杉菜稱作而感覺親近許多。迷戀勇敢的杉菜，被自己的未婚妻栗卷{lang|ja|あや}}乃宣戰，參加高中生競賽TOJ。
只在原作中登場的人物（電視劇中以楓的刺客栗卷乃身分登場。酒井彩名飾演）。遊戲版由石田彰飾演。
國澤亞門
與司很相像的飛特族。化名「清永」引起杉菜注意，被楓僱用為工讀生。疏遠戀愛的虛無主義者，但被杉菜率直的內心所打動，私底下默默的撮合司與杉菜的感情。
電視劇版由藍正龍（臺灣）、遊戲版由櫻井孝宏飾演。